# Cepheus
 For alternative betydninger, se Cepheus (flertydig). (Se også artikler, som begynder med Cepheus)
Cepheus er et stjernebillede på den nordlige himmelkugle. Navnet stammer fra den græske mytologi, hvor han var konge af Etiopien.

## Særlige objekter
- Huletågen, også kaldt Sharpless 2-155, Caldwell 9 eller The Cave Nebula